# Идзедин
Крепость Идзедин (греч.  Φρούριο Ιτζεδίν), чаще просто Идзедин — османская крепость на острове Крит. В истории современной Греции более всего известна как (бывшая) тюрьма для политических заключённых.

## История крепости
Крепость расположена при входе в бухту Суда, в 15 км от города Ханья, на возвышенном месте у села Калами.
Первоначально и сразу после завоевания Крита, на месте будущей крепости, в 1646 году турки построили одну единственную оборонную башню.
Через два столетия, в 1872 году, османский наместник на Крите, Реуф-паша, построил здесь для защиты глубоководной бухты Суда крепость, которой дал имя старшего сына султана Абдул-Азиза (Юсуф Иззеддин-эфенди).
В греческом парафразе имени Иззеддина, за крепостью закрепилось имя Идзедин.
Для контроля над входом в бухту, на северной стороне крепости были установлены 12 артиллерийских орудий.
Крепость также была результативной и в ходе непрекращающихся восстаний критян.
Так в феврале 1878 год, в ходе восстания на западе Крита, вызванного русско-турецкой войной, 2 тысячи повстанцев попытались взять крепость с боем, но безуспешно.
С провозглашением 1898 году полуавтономного Критского государства, крепость постепенно стала терять своё военное значение.
После того как вокруг крепости была построена внешняя стена, крепость была превращена в тюрьму.

## Тюрьма
Первоначально Идзедин стал местом заключения уголовников, но постепенно был превращён в место заключения политических заключённых.
В 1903 году в тюрьму кратковременно (на 15 суток) был заключён один из самых известных критских революционеров и политиков, будущий премьер-министр Греции Элефтериос Венизелос, после того как он был обвинён в оскорблении сторонника греческого принца Георга митрополита Эвмения.
В период диктатуры генерала Т. Пангалоса в Идзедин были заключены многие его политические противники, а после того как в 1926 году Пангалос был свергнут генералом Г. Кондилисом он сам отсидел в Идзедине два года.
Двумя годами позже, после того как правительство Венизелоса приняло антикоммунистический закон «о мерах защиты общественного режима и защиты свобод граждан», в Идзедин были заключены 40 политических заключённых, в основном коммунистов.
После оккупации острова Вермахтом в мае 1941 года, немцы не использовали крепость как тюрьму и превратили её в свою базу с военными складами.

## После Второй мировой войны
Тюрьма вновь начала функционировать после начала Гражданской войны в Греции (1946—1949).
В 1948 году в Идзедин были переведены 105 приговорённых к смерти политических заключённых из концлагеря на острове Ярос.
Условия в тюрьме были ужасными. Камеры заключённых походили более на могилы: в них господствовали мрак, спёртый воздух, сырость и плесень. По описанию заключённого коммуниста Костаса Ракопулоса его камера не могла вместить более двух человек.
Толщина стен достигала 3,5 метров.
Единственный туалет, который заключённые именовали Бевин, по имени послевоенного британского министра иностранных дел, в действительности был большой металлической бочкой.
На всём протяжении Гражданской войны и в последующие два десятилетия, ветхие турецкие резервуары воды стали причиной многочисленных случаев тифа.
Жертвой тифа стал и, находившийся в многодневной горячке без доступа к врачам, член ЦК компартии Эритриадис, Георгиос.
Он умер 21 января 1963 года, при перевозке на грузовике из тюрьмы в госпиталь в город Ханья:179:727.
Однако в силу того, что большинство заключённых Идзедина были приговорёнными к смерти, здесь не производились пытки и избиения. Расстрелы производились на территории, где сегодня расположено кладбище соседнего Каламиона, однако в Идзедине не производились массовые расстрелы. Лишь в апреле 1949 года были одновременно расстреляны четверо бывших партизан ЭЛАС.
Последние политические заключённые Идзедина были освобождены в июне 1964 года, после чего в тюрьму были заключены только уголовники.
С установлением в стране военной диктатуры в 1967 году, Идзедин вновь стал местом заключения коммунистов и других политических противников режима.
В 1972 году, в этой тюрьме был исполнен последний смертный приговор в Греции.
С падением военного режима в 1974 году тюрьма была закрыта, после чего, в 1975 году, крепость была передана в ведомство ВМФ Греции, который располагает базой в бухте Суда.
В 1986 году крепости был дан статус исторического памятника, и она была передана в ведомство Министерства культуры.
В 2007 году крепость была передана «Компании недвижимости государства» (Κτηματική Εταιρεία του Δημοσίου — ΚΕΔ).

### Идзедин в культуре современной Греции
После окончания Гражданской войны и с постепенным ослаблением режима заключения, «тюрьма преступников в Калами», как она была переименована по имени соседнего села, стала местом взаимного образования (ликвидации безграмотности) между заключёнными.
Заключёнными Идзедина были написаны исследования, романы и поэтические сборники, осуществленны переводы иностранных идеологических книг.
Получив разрешение, заключённые создали театральные группы, которые представили своим товарищам работы Мольера, Шекспира, Брехта, Д. Псатаса.
Тем временем, другие заключённые построили в южной части крепости церквушку Св. Элефтерия, расписали иконы, вырезали по дереву иконостас, изготовили люстры и светильники, и сформировали окружающую церковь площадь.
Кадры «тюрьмы преступников Калами» фигурируют в кинофильме «Дни 36-го (года)» Тео Ангелопулоса и, в особенности, в кинофильме «Каменные годы» (1985) Пантелиса Вулгариса, посвящённого действительной истории четы молодых греческих коммунистов, которые были заключены в тюрьму в послевоенный период. При этом, женщина родила в тюрьме, где с ней и вырос ребёнок, а церковное венчание пары также состоялось в тюрьме, где ребёнок выступил в роли восприемника (свидетеля).

## Статус крепости в настоящее время
Хотя крепость провозглашена историческим памятником, она закрыта для посетителей практически в течение всего года.
Вход посетителей разрешается только 14 и 15 декабря, когда празднует построенный заключёнными тюремный храм Св. Элефтерия.
В 2019 году, компартия Греции сделала в парламенте запрос о плачевном состоянии заброшенного памятника и о необходимости его возвращения из ведомства «Государственной компании недвижимости» в ведомство Министерства культуры или, при поддержке министерства, в ведомство местного самоуправления.

## Некоторые из известных узников Идзедина
- Эритриадис, Георгиос
- Сакеллариу, Александрос
- Георгиу, Йоргис
- Глезос, Манолис